# Diego Vandeschrick
Diego Vandeschrick es un karateka belga nacido el 13 de noviembre de 1984 en Kinshasa, Zaire. Comenzó a practicar karate a la edad de ocho años en Lieja, Bélgica, junto a Jacques Debatty, y luego se perfeccionó en la modalidad de contacto con Junior Lefevre (campeón del mundo de -70kg en 2002, de origen croata naturalizado como belga) y Marc Van Reybrouck (3.º en el campeonato del mundo de 1984 y 1986 en -65kg) en Bruselas.
Participó en el internacional de 2003 entre jóvenes y adultos, y tras ganar en la categoría de -70kg, bajo el título de Campeón de Europa Junior en Polonia, obtuvo un tercer lugar en el Campeonato Mundial Junior en Francia y fue subcampeón de Europa, pero en la categoría de adultos.
En 2004 ganó el tercer lugar en el Campeonato de Europa de -70kg, tanto entre adultos como entre jóvenes.

## Premios
Adultos:
Abierto:
Vicecampeón de Europa: 2006
3 ×10{{{1}}} en el Campeonato de Europa: 2003
-75kg:
Campeón de Europa: 2008
-70kg:
Vicecampeón del Mundo: 2006
Vicecampeón de Europa: 2003.2006
3 ×10{{{1}}} en el Campeonato de Europa: 2004.2007

Juniors:
-70kg:
Vicecampeón del Mundo: 2005
3 World ×10{{{1}}} Campeonato: 2003
2 veces Campeón de Europa: 2003.2005
3 ×10{{{1}}} en el Campeonato de Europa: 2004